# アルフレート・メグロー
アルフレート・メグロー（ドイツ語: Alfred Mégroz、1884年 - 1956年）は、スイス出身のフィギュアスケート選手（男子シングル）。1920年アントワープオリンピックスイス代表。

## 主な戦績
| 大会/年      | 1918-08 | 1919-20 | 1920-21 | 1923-24 |
| ------------ | ------- | ------- | ------- | ------- |
| オリンピック |         | 8       |         |         |
| スイス選手権 | 1       |         | 1       | 1       |